# Gustavo Gotti
Gustavo Gotti (Córdoba, 20 ottobre 1993) è un calciatore argentino, attaccante del Cobreloa.

## Carriera

### Club
Ha giocato nella massima serie cilena con l'O'Higgins e il Deportes Temuco e nella seconda divisione argentina con l'Instituto (C).